# ダゲナム・アンド・レッドブリッジFC
ダゲナム・アンド・レッドブリッジ・フットボール・クラブ（Dagenham & Redbridge Football Club）はイングランド･ロンドン・バーキング＆ダゲナムとレッドブリッジを本拠地とするサッカークラブチームである。2016-2017シーズンはカンファレンス・ナショナル（5部相当）に所属。

## タイトル

### 国内タイトル
- イスニアンリーグ・プレミアディビジョン(地域リーグ)

2000
- ネイションワイド・カンファレンス(5部相当)

2007

### 国際タイトル
- なし

## 過去の成績
- 2010-2011 リーグ1　21位 降格
- 2011-2012 リーグ2　19位
- 2012-2013 リーグ2　22位
- 2013-2014 リーグ2　9位
- 2014-2015 リーグ2　14位
- 2015-2016 リーグ2　23位 降格

## 歴代所属選手
- ペリー・グローヴス 1994
- ハワード・ニュートン 2006
- スチュワート・サーグッド 2009-2010
- デイビッド・バットン 2009
- フィリップ・アイフィル 2010-2011
- キャメロン・ランカスター 2011
- ギャヴィン・ホイト 2012-2014
- ザヴォン・ハインズ 2013-2016
- アレクサンダー・マックイーン 2018-